# Avventura testuale

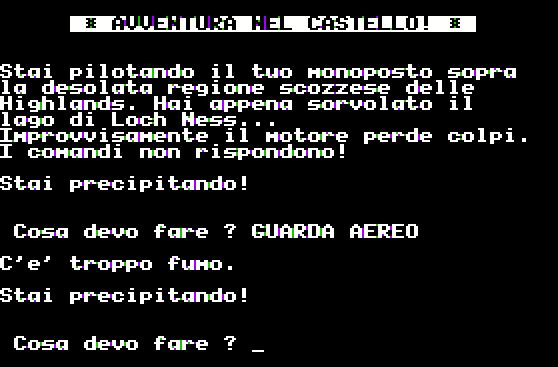
Immagine di Avventura nel castello, un classico di Enrico Colombini e Chiara Tovena

Le avventure testuali (in inglese interactive fiction) sono programmi per computer che simulano una realtà nella quale i giocatori usano comandi testuali per istruire il personaggio della storia a interagire con l'ambiente in cui si trova, anch'esso descritto tramite testo. Le avventure testuali possono essere interpretate sia come un lavoro letterario che come un videogioco.
Come prodotto commerciale, raggiunsero il picco di popolarità negli anni ottanta, distribuite per gli home computer. Dopo essere stato relegato per decenni a livello amatoriale, il genere è rinato grazie ai videogiochi per dispositivi mobili.

## Descrizione
Le avventure testuali sono stati uno dei primi tipi di videogioco per PC e costituiscono un sottogenere delle avventure.
Possono essere viste come una versione informatica dei giochi di ruolo da tavolo come Dungeons & Dragons, dove però il giocatore è solo e il computer svolge il ruolo del game master ovvero del narratore.

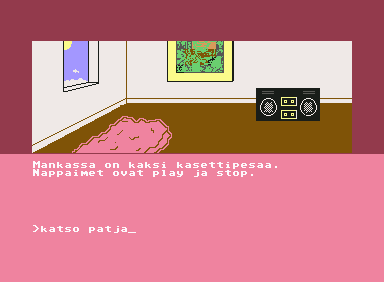
Paha Juttu, avventura testuale con grafica

Il giocatore usa una interfaccia a riga di comando per controllare il gioco, e anche la situazione di gioco è descritta al giocatore tramite frasi di testo.
È possibile anche la presenza di immagini in computer grafica per descrivere la situazione, ma queste hanno soltanto la funzione di illustrazioni non interattive, analogamente alle illustrazioni di un libro. Per questi casi si usava a volte il termine "avventure semigrafiche".
Quando invece il giocatore interagisce direttamente con la grafica, ad esempio selezionando parti della scena con il mouse, si rientra nel genere dell'avventura grafica.
Di solito i comandi sono sotto forma di semplici frasi telegrafiche del tipo "prendi chiave" o "vai est", che vengono interpretate da un parser. La complessità dell'interprete può variare: i primi gestivano solo frasi di due parole nella forma verbo-nome, ma in seguito se ne sono diffusi di più complessi, in grado ad esempio di comprendere "apri la scatola rossa con la chiave verde poi vai a nord". Questo livello di complessità è lo standard per le avventure odierne.
Da tali avventure a giocatore singolo derivarono i Multi user dungeon (MUD), di analogo funzionamento ma nei quali è più importante l'aspetto sociale. I MUD si diffusero a metà degli anni ottanta e si basano su comandi simili e su messaggi di chat: il primo MUD fu in realtà una versione multigiocatore di Zork.
Esistono anche sistemi a riconoscimento vocale e sintesi vocale che permettono di giocare anche agli utenti con problemi visivi.

### Stile di scrittura
Mentre i comandi inseriti dall'utente sono semplici frasi all'imperativo, le risposte del gioco sono solitamente scritte al presente indicativo in seconda persona. Questo perché il protagonista del gioco si identifica con il giocatore, che vede accadere gli eventi man mano che gioca.
Mentre nelle prime avventure il protagonista spesso manca di spessore caratteriale ed è semplicemente un alter ego del giocatore, in quelle più recenti il protagonista tende ad essere un personaggio molto ben definito.
Una tipica risposta al comando "tira leva" potrebbe essere:
Tiri la leva. La porta si apre, e vieni abbagliato dalla vista di uno splendente scrigno del tesoro.
Molte avventure, come Zork, la Guida galattica per autostoppisti, Curses, hanno un tono umoristico e quindi molto informale. Non è raro che facciano battute, commenti sarcastici e prendano in giro il giocatore.
A volte i testi sono curati da scrittori professionisti.

## Storia

### Adventure

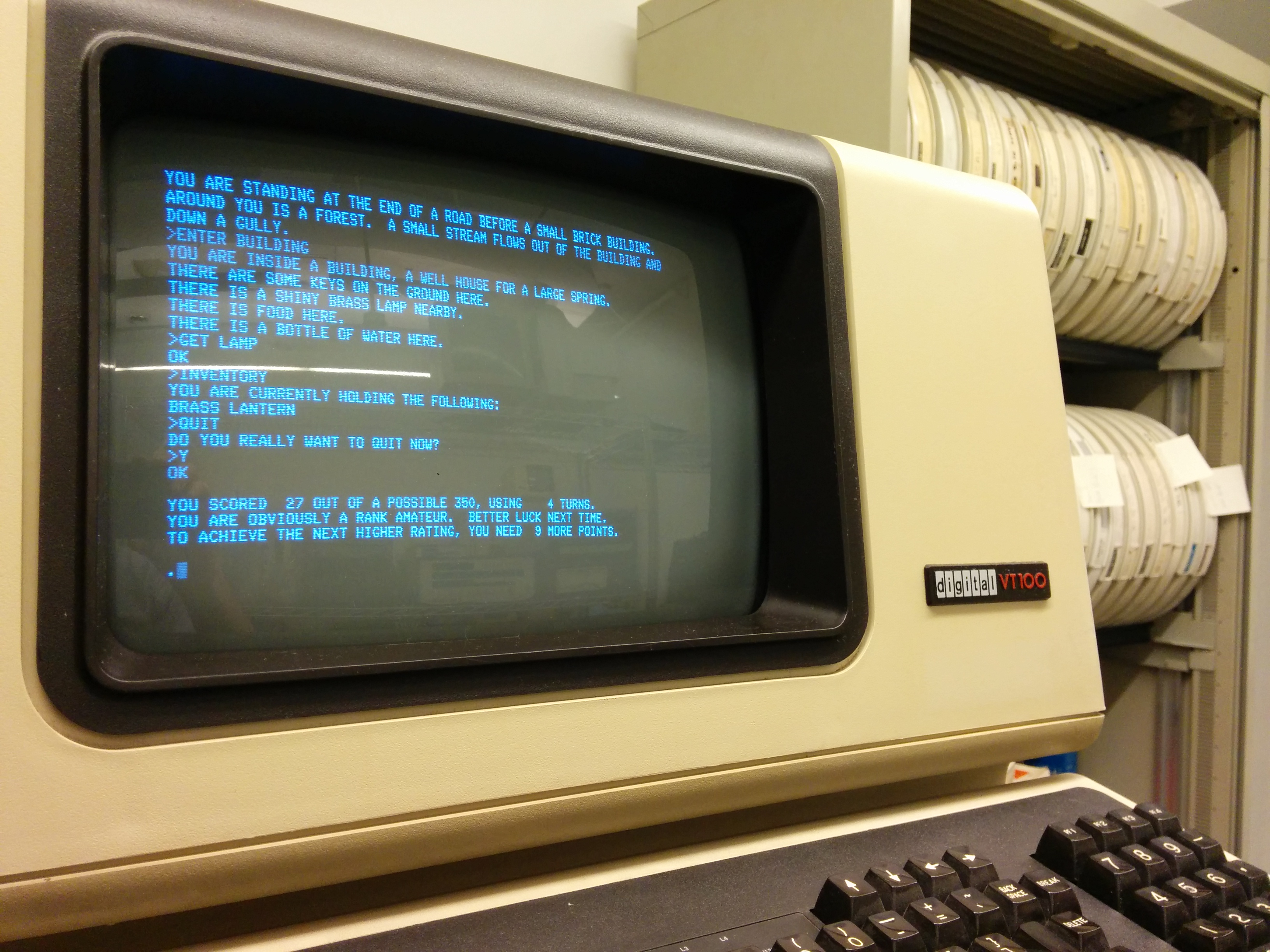
Colossal Cave Adventure su un terminale VT100

Nel 1975 Will Crowther scrisse la prima avventura testuale, Adventure (inizialmente chiamata semplicemente ADVENT perché all'epoca i file potevano avere nomi di al più sei caratteri, poi Colossal Cave). implementata in Fortran per il PDP-10. Nel 1976 Don Woods scoprì Adventure mentre stava lavorando al suo Stanford Artificial Intelligence Laboratory e ottenne il permesso di Crowther per ampliare il gioco. La versione originale di Crowther era una simulazione molto accurata della Colossal Cave nel Mammoth Cave National Park; il contributo di Woods portò reminiscenze degli scritti di J. R. R. Tolkien, includendo troll, elfi e un vulcano ispirato da Monte Fato.
Nel 1976 il gioco cominciò a diffondersi attraverso Arpanet, riscuotendo un grande successo sebbene limitato agli addetti ai centri di calcolo, e sopravvivendo fino ai giorni nostri con Internet. Da allora il gioco è stato reso disponibile su diversi sistemi operativi.

### Sviluppi commerciali
La prima avventura testuale commerciale fu Adventureland, vagamente ispirata all'originale Advent, scritta nel 1978 da Scott Adams, inizialmente per il computer TRS-80. Ne iniziò lo sviluppo in BASIC, ma le limitazioni dei personal computer di allora, rispetto a mainframe come il PDP-10, si facevano sentire; perciò, già dalla prima versione commerciale di Adventureland, passò alla realizzazione di un interprete in linguaggio macchina, generico e riutilizzabile.
Adams pubblicò un piccolo annuncio pubblicitario su una rivista di computer per vendere Adventureland, creando di fatto la prima avventura commerciale.
Il successo fu grande e seguì una serie di altri titoli, a partire dalla famosa Pirate Adventure, dando il via alla diffusione di massa delle avventure testuali.
Adams fondò nel 1979 la Adventure International, che durò fino al 1985.
La principale azienda impegnata nella produzione di titoli del genere fu però Infocom, creatrice, tra l'altro, della serie Zork. Altri titoli famosi del suo catalogo furono Trinity, The Hitchhiker's Guide to the Galaxy e A Mind Forever Voyaging.

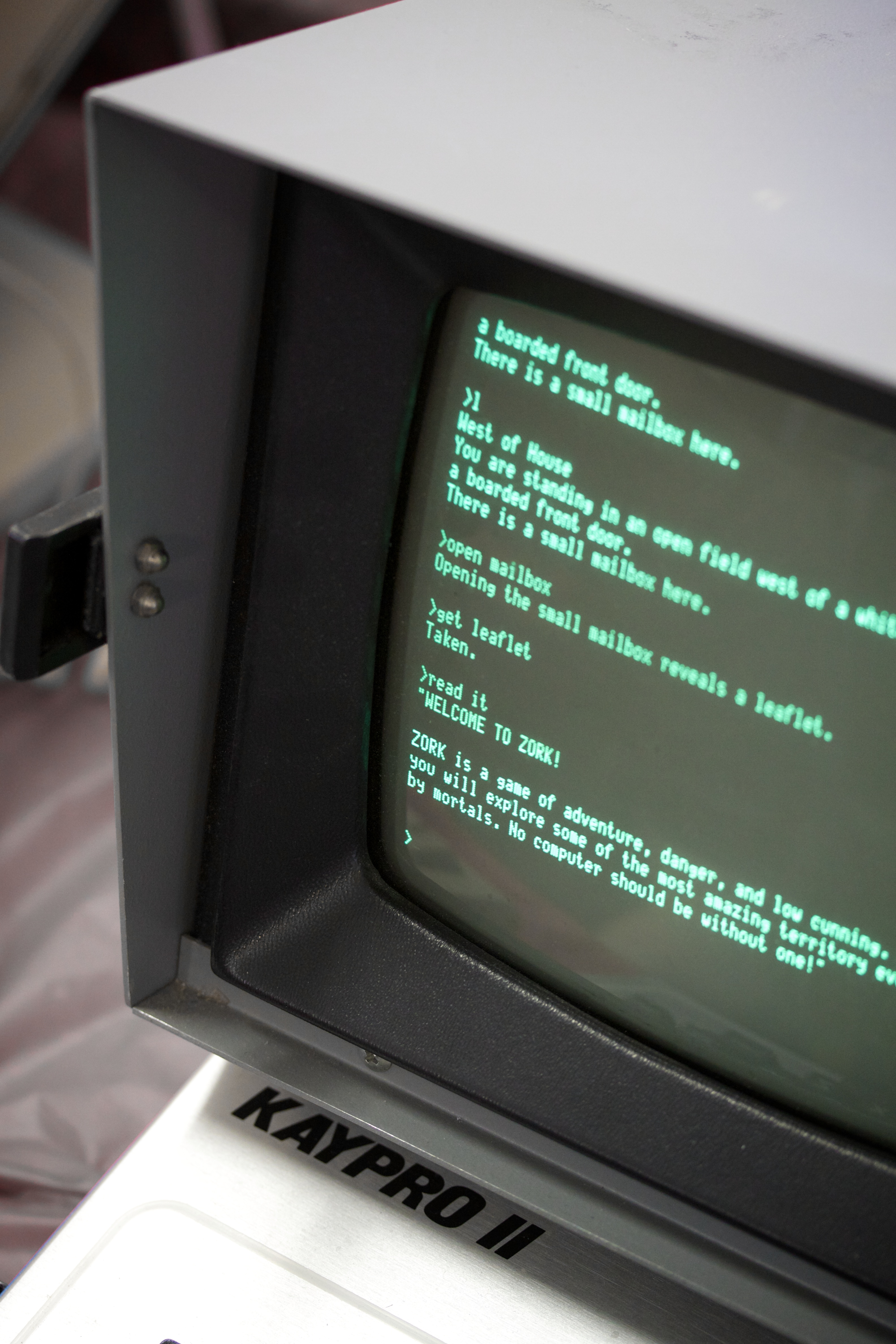
Zork su un Kaypro II

Nel giugno 1977 Marc Blank, Bruce K. Daniels, Tim Anderson e Dave Lebling cominciarono a scrivere Zork (anche noto come Dungeon), presso il laboratorio di informatica del MIT. Il gioco venne programmato in MDL, una variante del LISP. Terminarono all'inizio del 1979. Successivamente, sempre nello stesso anno, dieci membri del MIT Dynamics Modelling Group si unirono a Infocom.
Per rendere i giochi più portabili possibile, Infocom sviluppò la Z-machine, una macchina virtuale che poteva essere implementata su molte piattaforme, e che accettava in ingresso dei "file storia" standard.
La compagnia venne acquistata dalla Activision nel 1986 dopo il fallimento di Cornerstone, un programma di database, e cessò l'attività delle avventure testuali pochi anni dopo.
Nel 1991 e 1992, l'Activision pubblicò le due raccolte di The Lost Treasures of Infocom, contenenti gran parte dei giochi della Infocom, poi nel 1996 Classic Text Adventure Masterpieces of Infocom.
Dalle ceneri della Infocom nacque poi Legend Entertainment, fondata da Bob Bates e Mike Verdu nel 1989. Le sue avventure utilizzano in realtà grafica ad alta risoluzione e suoni per mostrare l'ambiente di gioco dal punto di vista del protagonista, ma pur sempre staticamente e con comandi testuali. Tra i suoi titoli, Eric the Unready, Spellcasting e Gateway, basato sui racconti di Frederik Pohl. Legend è stata chiusa nel 2003, dopo essere stata acquisita da Atari.

### XXI secolo
Dopo la fine di un mercato commercialmente interessante per le avventure testuali, per decenni il genere è rimasto vivo perlopiù nella produzione amatoriale. Interpreti analoghi alla Z-machine sono stati sviluppati anche per le macchine moderne.
Per anni gli appassionati continuarono a produrre avventure di popolarità molto limitata, usando Adventure Game Toolkit e programmi simili. Ma ciò che permise alla comunità di prosperare di nuovo fu la distribuzione di due sistemi di sviluppo sofisticati, ma alla portata di chiunque avesse tempo e passione. Michael J. Roberts pubblicò TADS nel 1987, un vero e proprio linguaggio di programmazione per le avventure; Graham Nelson pubblicò Inform nel 1993, altro linguaggio completo di librerie che poteva essere compilato in "file storia" per Z-Code, il formato utilizzato dalla Z-machine.
L'interesse aumentò anche con la nascita di competizioni come l'annuale Interactive Fiction Competition per le storie brevi, la più recente Spring Thing per le storie lunghe e i premi XYZZY Awards. I giochi moderni usano nuove tecniche di narrazione e focalizzano sull'interazione con i personaggi, non solo sulla risoluzione di enigmi.
Sebbene la produzione odierna sia quasi sempre gratuita, esistono anche giochi commerciali, tra cui 1893: A World's Fair Mystery di Peter Nepstad, molti giochi della Malinche Entertainment, e Future Boy! della The General Coffee Company.
Negli anni 2010 sono inoltre state sviluppati diversi giochi per mobile, a livello commerciale, che rientrano nel genere dell'avventura testuale: fra gli altri, Reigns di Nerial e Se mi ami, non morire (coprodotto da ARTE France, The Pixel Hunt e Figs).

## In italiano
Fino ai primi anni '80 la diffusione delle avventure testuali in Italia fu piuttosto limitata, principalmente a causa della lingua in cui erano scritte, che era quasi esclusivamente l'inglese.
La prima avventura testuale nota in italiano fu Avventura nel castello di Enrico Colombini (1982 per Apple II). Lo stesso Colombini creò poi altre avventure testuali e il Modulo Base, un programma scritto in BASIC che permetteva la creazione di altre avventure.  I giochi di Colombini vennero più tardi adattati per funzionare anche sotto Commodore 64, Spectrum, MSX ed MS-DOS.
In seguito, le avventure testuali si diffusero sotto forma di allegati magnetici (cassette) all'interno di riviste dedicate, un filone inaugurato da Next Strategy, pubblicazione edita da Edisoft nel 1985 e curata da Arscom, il duo composto da Roberto Tabacco e Hans Piu. In seguito Arscom collaborò con Epic 3000 di Edizioni Hobby, che dopo alcuni numeri cedette il passo alle due riviste Viking ed Explorer, contenenti avventure nelle versioni per i principali computer a 8-bit (ZX Spectrum, Commodore 64 ed MSX). Le avventure testuali incluse nelle due riviste furono prodotte dalla software house italiana Brainstorm Enterprise, e il loro autore fu Bonaventura Di Bello, che produsse 70 giochi di cui la maggior parte fu convertita per i principali home computer. Tali giochi si distinguevano per un parser più evoluto grazie all'uso del tool The Quill e all'inserimento di un maggior numero di sinonimi nel vocabolario utilizzato.
Il 9 marzo 2013 il museo dei videogiochi Vigamus di Roma ha ospitato il Text Adventure Day, un incontro tra gli autori di avventure testuali di ieri e di oggi che ha visto la partecipazione di Bonaventura Di Bello, Enrico Colombini (via Skype), Marco Vallarino, Francesco Cordella, Roberto Grassi, Giovanni Riccardi, con un video saluto di Scott Adams.
Il 20 febbraio 2016 il Vigamus ha organizzato un altro Adventure Day per presentare Zigamus - Gli Zombi al Vigamus, l'avventura testuale che Marco Vallarino, già autore di Enigma e Darkiss, ha realizzato come gioco promozionale del museo. All'evento hanno partecipato altri celebri autori italiani di avventure, come Marco Innocenti, vincitore dell'IF Comp 2012, e Francesco Cordella.

## Avventure testuali famose (in lingua inglese)
- Colossal Cave Adventure di Will Crowther e Don Woods è stata la prima avventura testuale mai scritta.
- La serie Zork di Infocom (1979- ) è stata la prima avventura testuale ad avere un successo commerciale.
- Lo Hobbit di Philip Mitchell e Veronika Megler della Beam Software (1982) era un primo esempio di reinterpretazione di una storia esistente in avventura testuale.
- Planetfall, di Steve Meretzky della Infocom (1983), conteneva uno dei personaggi più famosi nella prima decade dei videogiochi, Floyd il robot.  Si fa spesso riferimento a Floyd come primo personaggio dei videogiochi a evocare un forte coinvolgimento emotivo nei giocatori.[16]
- The Hitchhiker's Guide to the Galaxy, di Douglas Adams e Steve Meretzky della Infocom (1984), fu un precoce esempio di reinterpretazione di una storia esistente (che esisteva in forma di romanzo e di radio-dramma) in avventura testuale. Notevole è il fatto che l'autore del lavoro originale fu coinvolto nella reinterpretazione.
- A Mind Forever Voyaging, di Steve Meretzky della Infocom (1985), primo gioco incentrato più sulla trama che sui rompicapo.
- Amnesia, di Thomas Disch, autore fantasy e di fantascienza, l'unica avventura puramente solo-testo mai pubblicata dalla Electronic Arts.
- Curses, di Graham Nelson (1993), il primo gioco mai scritto nel linguaggio di programmazione Inform. Considerato uno dei primi giochi "moderni" a raggiungere gli alti standard imposti dai migliori titoli della Infocom
- Slouching Towards Bedlam (2003). Vincitore di quattro XYZZY Awards
- Violet (2008) Vincitore di quattro XYZZY Awards, ha il miglior punteggio mai avuto alla Interactive Fiction Competition

## Piattaforme per lo sviluppo
Oggi esistono diverse piattaforme per la scrittura di avventure testuali, come ADRIFT e Inform. La scelta tra piattaforme dipende da un bilancio tra facilità, potenza e portabilità.
Quelli maggiormente utilizzati negli anni 2000 sono Inform, TADS, o ADRIFT. 
Ad esempio nella IFComp del 2005 venne presentato questo numero di giochi:
- Z-Code (Inform): 17
- TADS 2: 6
- ADRIFT: 5
- Glulx (Inform): 2
- TADS 3: 1
- ALAN: 1
- HUGO: 1
- Eseguibili per Windows: 3